# (100536) 1997 CD28
(100536) 1997 CD28 es un asteroide perteneciente al cinturón de asteroides, descubierto el 6 de febrero de 1997 por el equipo del Beijing Schmidt CCD Asteroid Program desde la Estación Xinglong, Hebei, China.

## Designación y nombre
Designado provisionalmente como 1997 CD28.

## Características orbitales
1997 CD28 está situado a una distancia media del Sol de 2,609 ua, pudiendo alejarse hasta 3,028 ua y acercarse hasta 2,190 ua. Su excentricidad es 0,160 y la inclinación orbital 3,663 grados. Emplea 1539,95 días en completar una órbita alrededor del Sol.

## Características físicas
La magnitud absoluta de 1997 CD28 es 15,5.